# (7929) 1987 SK12
(7929) 1987 SK12 (1987 SK12, 1979 BP1, 1996 FK5) — астероїд головного поясу, відкритий 16 вересня 1987 року.
Тіссеранів параметр щодо Юпітера — 3,636.